# Pycnonotus melanoleucos
El bulbul blanquinegro (Pycnonotus melanoleucos) es una especie de ave paseriforme de la familia Pycnonotidae propia del sudeste asiático.

## Distribución y hábitat
Se encuentra en la península malaya, Sumatra, Borneo e islas menores aledañas. Su hábitat natural son los bosques húmedos tropicales. Está amenazado por la pérdida de hábitat.